# Association professionnelle des sociétés agricoles de palmiers de Côte d'Ivoire
L'Association Professionnelle des Sociétés agricoles de Palmiers de Côte d'Ivoire (APROSAPCI) est une association représentant les usiniers de première transformation de palmier à huile, dont Palmci fait partie.
L'association est créée le 14 Août 2009 et son siège social est situé à Abidjan. Elle est régie par les dispositions de la loi N°60-315 du 21 septembre 1960, relative aux associations. 

## Mission
L'APROSAPCI est une Association Professionnelle des Sociétés agricoles de Palmiers de Côte d'Ivoire. Elle a pour mission de réunir les personnes morales exerçant à titre principal les activités relevant de la première transformation des régimes de palmier à huile de côte d’ivoire, dans le but d’instaurer entre elles un cadre de concertations et d’actions,.
L'APROSAPCI s'est assigné six (06) missions à mener de façon principale: rassembler tous les acteurs de la filière de palmier à huile au sein de ladite association; maintenir un climat de convivialité au sein de l'AIPH; augmenter la production de l'huile de palme selon les normes internationales dans le strict respect de l'environnement; organiser les presses artisanales sur toute l’étendue du territoire ivoirien pour leur adhésion à l'association; contribuer à l’embellissement de l’image de l’huile de palme par la certification et participer à la réduction du taux de chômage et de la pauvreté en côte d’ivoire.

## Collaboration
L'AIPH et l'APROSAPCI travaillent en synergie sur des activités pour le bien-être des acteurs de la filière du palmier à huile,.